# Lobophora tabulata
Lobophora tabulata là một loài bướm đêm trong họ Geometridae.